# Орфей в Ада
Орфей в Ада (на френски: Orphée aux enfers) е оперета, композирана от Жак Офенбах за либретото от Людовик Халеви. Изиграна за първи път през 1858 г., тя се счита за първата пълнометражна класическа оперета. По-ранните оперети на Офенбах са в по-ниски скали и в само в едно действие, тъй като законът във Франция не е позволявал пълнометражни творби за определени жанрове. Орфей не само е по-дълъг, но и по-приключенски в музикално отношение, в сравнение с по-ранните творби на Офенбах.
Тук Офенбах за първи път използва гръцка митология като фон. Оперетата е непочтителна пародия и унищожителна сатира на Глук и неговата Орфей и Евридика и кулминира в неприличния Galop infernal (пъклен галоп), който шокира голяма част от публиката на премиерата. Други цели на сатирата, както ще стане типично в бурлеските на Офенбах, са неподправените изпълнения на класическата драма в Комеди Франсез и скандалите в обществото и политиката във Втората френска империя.
Извън класическите кръгове „пъкленият галоп“ от действие 2, сцена 2 е известно като музиката за „кан-кан“ (до такава степен, че мелодията е широко, но погрешно, наричана „кан-кан“).